# 吉川大幾
吉川大幾（日语：／ Yoshikawa Daiki，1992年8月21日—），是日本的棒球選手之一，曾效力於日本職棒中日龍隊和讀賣巨人隊，守備位置為內野手。

## 生平
小學時是打壘球，直到六年級時才開始打棒球。高中就讀PL學園高等學校，並擔任中外野手，二年級時打進甲子園，且轉為游擊手。
2010年日本職棒選秀會，獲中日龍隊的第二指名，因而開啟職棒生涯，背號也選擇前一年引退，也同樣是PL學園高等學校的學長立浪和義的背號「3」號。
進入職棒後，表現始終沒有起色，2011年在二軍的打擊率甚至只有0.190，同時他也轉往二壘手發展。
2012年，從原本的右打者轉為左右開弓，並在9月11日首度升上一軍，9月13日迎來生涯在一軍的初登場，同時也擊出生涯首支安打和首分打點。
2014年10月30日，遭到釋出，原因是當時的總教練谷繁元信認為他的練習態度不佳，因而決定將他釋出。不過在11月14日，讀賣巨人隊宣布簽下吉川大幾，讓他得以繼續延續職棒生涯。
2015年，在8月的時候因為隊上的主力游擊手坂本勇人受傷缺席比賽，吉川大幾也因此成功遞補巨人隊的游擊缺，該年也出賽47場比賽，是生涯最多，擊出14支安打，打擊率0.250。
2016年，雖然出賽了50場比賽，不過多以代跑或代守為主，實際上只有56個打席，僅有9支安打。
2018年，專注於右打上，並首次在一軍開季名單內，雖然出賽97場比賽是再度刷新生涯最多出賽紀錄，但仍然以代跑或代守為主，打席數更是只有23個，不過他在守備尚未發生失誤，也發動7次盜壘，全部都成功，守備率和盜壘成功率皆為100%。
2020年，出賽30場比賽，10個打數擊出1支安打，有2次盜壘成功，但隨著球隊新人輩出，所以季末還是遭到釋出，而後於12月25日宣布引退，並擔任讀賣巨人隊的職員。
2023年10月16日，升任讀賣巨人隊三軍內野守備教練。

## 職棒生涯成績
| 年度   | 球隊     | 出賽 | 打數 | 安打 | 全壘打 | 打點 | 盜壘 | 四死 | 三振 | 壘打數 | 雙殺打 | 打擊率 |
| ------ | -------- | ---- | ---- | ---- | ------ | ---- | ---- | ---- | ---- | ------ | ------ | ------ |
| 2012年 | 中日龍   | 3    | 2    | 1    | 0      | 1    | 0    | 0    | 1    | 0      | 1      | 0.500  |
| 2013年 | 中日龍   | 15   | 12   | 3    | 0      | 0    | 1    | 0    | 5    | 3      | 0      | 0.250  |
| 2014年 | 中日龍   | 16   | 14   | 0    | 0      | 0    | 0    | 1    | 2    | 0      | 0      | 0.000  |
| 2015年 | 讀賣巨人 | 47   | 56   | 14   | 0      | 4    | 3    | 2    | 15   | 21     | 1      | 0.250  |
| 2016年 | 讀賣巨人 | 50   | 51   | 9    | 0      | 1    | 1    | 3    | 14   | 9      | 0      | 0.176  |
| 2018年 | 讀賣巨人 | 97   | 18   | 3    | 0      | 0    | 7    | 2    | 6    | 3      | 0      | 0.167  |
| 2019年 | 讀賣巨人 | 10   | 9    | 0    | 0      | 0    | 0    | 1    | 3    | 0      | 1      | 0.000  |
| 2020年 | 讀賣巨人 | 30   | 10   | 1    | 0      | 0    | 2    | 1    | 2    | 1      | 0      | 0.100  |
| 合計   | 8年      | 268  | 172  | 31   | 0      | 6    | 14   | 10   | 48   | 38     | 2      | 0.180  |

## 外部連結
- 吉川大幾在台灣棒球維基館上的頁面（繁體中文）
- 個人年度別成績 吉川大幾 （页面存档备份，存于） （日語）
- 球員資訊和成績在Baseball-Reference (Minors)（英文）